# Cuatro Días de Dunkerque 2018
La 64.ª edición de los Cuatro Días de Dunkerque (oficialmente: 4 Jours de Dunkerque / Tour des Hauts-de-France) se celebró en Francia entre el 8 y el 13 de mayo de 2018 con inicio y final en la ciudad de Dunkerque. El recorrido consistió de un total de 6 etapas sobre una distancia total de 1037,1 km.
La prueba forma parte del UCI Europe Tour 2018 dentro de la categoría 2.HC (máxima categoría de estos circuitos) y fue ganada por el ciclista belga Dimitri Claeys del equipo Cofidis. El podio lo completaron el ciclista alemán André Greipel del equipo Lotto-Soudal y el ciclista neerlandés Oscar Riesebeek del equipo Roompot-Nederlandse Loterij.

## Equipos participantes
Tomaron parte en la carrera 19 equipos: 3 de categoría UCI WorldTeam; 14 de categoría Profesional Continental; y 2 de categoría Continental. Formando así un pelotón de 133 ciclistas de los que terminaron 100. Los equipos participantes fueron:
| WorldTeams (3)- AG2R La Mondiale - Groupama-FDJ - Lotto Soudal Equipos continentales profesionales (14)- Aqua Blue Sport - Cofidis, Solutions Crédits - Delko-Marseille Provence-KTM - Direct Énergie - Euskadi Basque Country-Murias - Fortuneo-Samsic - Gazprom-RusVelo - Nippo-Vini Fantini-Europa Ovini - Roompot-Nederlandse Loterij - Sport Vlaanderen-Baloise - Vérandas Willems-Crelan - Vital Concept - Wanty-Groupe Gobert - WB-Aqua Protect-Veranclassic Equipos continentales (2)- Roubaix Lille Métropole - Saint Michel-Auber 93 |
| |

## Recorrido
Los Cuatro Días de Dunkerque dispusieron de seis etapas para un recorrido total de 1037,1 km.
| Etapa     | Fecha     | Recorrido                   | type            | Distancia (km) | Ganador        | Líder          |
| --------- | --------- | --------------------------- | --------------- | -------------- | -------------- | -------------- |
| 1.ª etapa | 8 de may  | Dunkerque – La Bassée       | etapa llana     | 165,3          | Marc Sarreau   | Marc Sarreau   |
| 2.ª etapa | 9 de may  | Le Quesnoy – Soissons       | etapa escarpada | 173,3          | André Greipel  | Bryan Coquard  |
| 3.ª etapa | 10 de may | Fort-Mahon-Plage – Ecques   | etapa escarpada | 172,2          | Nacer Bouhanni | Timothy Dupont |
| 4.ª etapa | 11 de may | Dainville – Mont-Saint-Éloi | etapa escarpada | 172,7          | Bryan Coquard  | Bryan Coquard  |
| 5.ª etapa | 12 de may | Wormhout – Cassel           | etapa escarpada | 178,7          | André Greipel  | Dimitri Claeys |
| 6.ª etapa | 13 de may | Coulogne – Dunkerque        | etapa llana     | 174,9          | Olivier Le Gac | Dimitri Claeys |

## Desarrollo de la carrera

### 1.ª etapa
| Dunkerque - La Bassée | etapa llana | (165,3 km) |

| \| Clasificación de la etapa \| Clasificación de la etapa \| Clasificación de la etapa \| Clasificación de la etapa \| Clasificación de la etapa \| \| Ciclista \| Ciclista \| Equipo \| Tiempo \| \| \| ------------------------- \| ------------------------- \| --------------------------- \| ------------------------- \| ------------------------- \| \| 1.º \| Marc Sarreau \| Groupama-FDJ \| 3 h 56 min 19 s \| \| \| 2.º \| Bryan Coquard \| Vital Concept \| + 0 s \| \| \| 3.º \| Rudy Barbier \| AG2R La Mondiale \| + 0 s \| \| \| 4.º \| Wouter Wippert \| Roompot-Nederlandse Loterij \| + 0 s \| \| \| 5.º \| Timothy Dupont \| Wanty-Groupe Gobert \| + 0 s \| \| \| 6.º \| Jonas Rickaert \| Sport Vlaanderen-Baloise \| + 0 s \| \| \| 7.º \| Damien Touzé \| Saint Michel-Auber 93 \| + 0 s \| \| \| 8.º \| Jasper De Buyst \| Lotto-Soudal \| + 0 s \| \| \| 9.º \| Nacer Bouhanni \| Cofidis, Solutions Crédits \| + 0 s \| \| \| 10.º \| Coen Vermeltfoort \| Roompot-Nederlandse Loterij \| + 0 s \| \| |                   |                             |                 |
| |                   |                             |                 |
| |                   |                             |                 |
| Clasificación de la etapa |                   |                             |                 |
| Ciclista | Ciclista          | Equipo                      | Tiempo          |
| 1.º | Marc Sarreau      | Groupama-FDJ                | 3 h 56 min 19 s |
| 2.º | Bryan Coquard     | Vital Concept               | + 0 s           |
| 3.º | Rudy Barbier      | AG2R La Mondiale            | + 0 s           |
| 4.º | Wouter Wippert    | Roompot-Nederlandse Loterij | + 0 s           |
| 5.º | Timothy Dupont    | Wanty-Groupe Gobert         | + 0 s           |
| 6.º | Jonas Rickaert    | Sport Vlaanderen-Baloise    | + 0 s           |
| 7.º | Damien Touzé      | Saint Michel-Auber 93       | + 0 s           |
| 8.º | Jasper De Buyst   | Lotto-Soudal                | + 0 s           |
| 9.º | Nacer Bouhanni    | Cofidis, Solutions Crédits  | + 0 s           |
| 10.º | Coen Vermeltfoort | Roompot-Nederlandse Loterij | + 0 s           |

| \| Clasificación general \| Clasificación general \| Clasificación general \| Clasificación general \| Clasificación general \| \| Ciclista \| Ciclista \| Equipo \| Tiempo \| \| \| --------------------- \| --------------------- \| ---------------------------- \| --------------------- \| --------------------- \| \| 1.º \| Marc Sarreau \| Groupama-FDJ \| 3 h 56 min 09 s \| \| \| 2.º \| Jérémy Lecroq \| Vital Concept \| + 1 s \| \| \| 3.º \| Bryan Coquard \| Vital Concept \| + 4 s \| \| \| 4.º \| Romain Combaud \| Delko-Marseille Provence-KTM \| + 5 s \| \| \| 5.º \| Rudy Barbier \| AG2R La Mondiale \| + 6 s \| \| \| 6.º \| Wouter Wippert \| Roompot-Nederlandse Loterij \| + 10 s \| \| \| 7.º \| Timothy Dupont \| Wanty-Groupe Gobert \| + 10 s \| \| \| 8.º \| Jonas Rickaert \| Sport Vlaanderen-Baloise \| + 10 s \| \| \| 9.º \| Damien Touzé \| Saint Michel-Auber 93 \| + 10 s \| \| \| 10.º \| Jasper De Buyst \| Lotto-Soudal \| + 10 s \| \| |                 |                              |                 |
| |                 |                              |                 |
| |                 |                              |                 |
| Clasificación general |                 |                              |                 |
| Ciclista | Ciclista        | Equipo                       | Tiempo          |
| 1.º | Marc Sarreau    | Groupama-FDJ                 | 3 h 56 min 09 s |
| 2.º | Jérémy Lecroq   | Vital Concept                | + 1 s           |
| 3.º | Bryan Coquard   | Vital Concept                | + 4 s           |
| 4.º | Romain Combaud  | Delko-Marseille Provence-KTM | + 5 s           |
| 5.º | Rudy Barbier    | AG2R La Mondiale             | + 6 s           |
| 6.º | Wouter Wippert  | Roompot-Nederlandse Loterij  | + 10 s          |
| 7.º | Timothy Dupont  | Wanty-Groupe Gobert          | + 10 s          |
| 8.º | Jonas Rickaert  | Sport Vlaanderen-Baloise     | + 10 s          |
| 9.º | Damien Touzé    | Saint Michel-Auber 93        | + 10 s          |
| 10.º | Jasper De Buyst | Lotto-Soudal                 | + 10 s          |

### 2.ª etapa
| Le Quesnoy - Soissons | etapa escarpada | (173,3 km) |

| \| Clasificación de la etapa \| Clasificación de la etapa \| Clasificación de la etapa \| Clasificación de la etapa \| Clasificación de la etapa \| \| Ciclista \| Ciclista \| Equipo \| Tiempo \| \| \| ------------------------- \| ------------------------- \| ---------------------------- \| ------------------------- \| ------------------------- \| \| 1.º \| André Greipel \| Lotto-Soudal \| 4 h 18 min 15 s \| \| \| 2.º \| Timothy Dupont \| Wanty-Groupe Gobert \| + 0 s \| \| \| 3.º \| Bryan Coquard \| Vital Concept \| + 0 s \| \| \| 4.º \| Wouter Wippert \| Roompot-Nederlandse Loterij \| + 0 s \| \| \| 5.º \| Marc Sarreau \| Groupama-FDJ \| + 0 s \| \| \| 6.º \| Amaury Capiot \| Sport Vlaanderen-Baloise \| + 0 s \| \| \| 7.º \| Rudy Barbier \| AG2R La Mondiale \| + 0 s \| \| \| 8.º \| Damien Touzé \| Saint Michel-Auber 93 \| + 0 s \| \| \| 9.º \| Evaldas Šiškevicius \| Delko-Marseille Provence-KTM \| + 0 s \| \| \| 10.º \| Jonas Rickaert \| Sport Vlaanderen-Baloise \| + 0 s \| \| |                     |                              |                 |
| |                     |                              |                 |
| |                     |                              |                 |
| Clasificación de la etapa |                     |                              |                 |
| Ciclista | Ciclista            | Equipo                       | Tiempo          |
| 1.º | André Greipel       | Lotto-Soudal                 | 4 h 18 min 15 s |
| 2.º | Timothy Dupont      | Wanty-Groupe Gobert          | + 0 s           |
| 3.º | Bryan Coquard       | Vital Concept                | + 0 s           |
| 4.º | Wouter Wippert      | Roompot-Nederlandse Loterij  | + 0 s           |
| 5.º | Marc Sarreau        | Groupama-FDJ                 | + 0 s           |
| 6.º | Amaury Capiot       | Sport Vlaanderen-Baloise     | + 0 s           |
| 7.º | Rudy Barbier        | AG2R La Mondiale             | + 0 s           |
| 8.º | Damien Touzé        | Saint Michel-Auber 93        | + 0 s           |
| 9.º | Evaldas Šiškevicius | Delko-Marseille Provence-KTM | + 0 s           |
| 10.º | Jonas Rickaert      | Sport Vlaanderen-Baloise     | + 0 s           |

| \| Clasificación general \| Clasificación general \| Clasificación general \| Clasificación general \| Clasificación general \| \| Ciclista \| Ciclista \| Equipo \| Tiempo \| \| \| --------------------- \| --------------------- \| ------------------------------- \| --------------------- \| --------------------- \| \| 1.º \| Bryan Coquard \| Vital Concept \| 8 h 14 min 22 s \| \| \| 2.º \| Marc Sarreau \| Groupama-FDJ \| + 2 s \| \| \| 3.º \| Jérémy Lecroq \| Vital Concept \| + 3 s \| \| \| 4.º \| Brice Feillu \| Fortuneo-Samsic \| + 3 s \| \| \| 5.º \| Timothy Dupont \| Wanty-Groupe Gobert \| + 6 s \| \| \| 6.º \| Romain Combaud \| Delko-Marseille Provence-KTM \| + 7 s \| \| \| 7.º \| Rudy Barbier \| AG2R La Mondiale \| + 8 s \| \| \| 8.º \| Juanjo Lobato \| Nippo-Vini Fantini-Europa Ovini \| + 11 s \| \| \| 9.º \| Wouter Wippert \| Roompot-Nederlandse Loterij \| + 12 s \| \| \| 10.º \| Damien Touzé \| Saint Michel-Auber 93 \| + 12 s \| \| |                |                                 |                 |
| |                |                                 |                 |
| |                |                                 |                 |
| Clasificación general |                |                                 |                 |
| Ciclista | Ciclista       | Equipo                          | Tiempo          |
| 1.º | Bryan Coquard  | Vital Concept                   | 8 h 14 min 22 s |
| 2.º | Marc Sarreau   | Groupama-FDJ                    | + 2 s           |
| 3.º | Jérémy Lecroq  | Vital Concept                   | + 3 s           |
| 4.º | Brice Feillu   | Fortuneo-Samsic                 | + 3 s           |
| 5.º | Timothy Dupont | Wanty-Groupe Gobert             | + 6 s           |
| 6.º | Romain Combaud | Delko-Marseille Provence-KTM    | + 7 s           |
| 7.º | Rudy Barbier   | AG2R La Mondiale                | + 8 s           |
| 8.º | Juanjo Lobato  | Nippo-Vini Fantini-Europa Ovini | + 11 s          |
| 9.º | Wouter Wippert | Roompot-Nederlandse Loterij     | + 12 s          |
| 10.º | Damien Touzé   | Saint Michel-Auber 93           | + 12 s          |

### 3.ª etapa
| Fort-Mahon-Plage - Ecques | etapa escarpada | (172,2 km) |

| \| Clasificación de la etapa \| Clasificación de la etapa \| Clasificación de la etapa \| Clasificación de la etapa \| Clasificación de la etapa \| \| Ciclista \| Ciclista \| Equipo \| Tiempo \| \| \| ------------------------- \| ------------------------- \| ------------------------------- \| ------------------------- \| ------------------------- \| \| 1.º \| Nacer Bouhanni \| Cofidis, Solutions Crédits \| 4 h 10 min 38 s \| \| \| 2.º \| Timothy Dupont \| Wanty-Groupe Gobert \| + 0 s \| \| \| 3.º \| Wouter Wippert \| Roompot-Nederlandse Loterij \| + 0 s \| \| \| 4.º \| Eduard-Michael Grosu \| Nippo-Vini Fantini-Europa Ovini \| + 0 s \| \| \| 5.º \| Piet Allegaert \| Sport Vlaanderen-Baloise \| + 0 s \| \| \| 6.º \| Evaldas Šiškevicius \| Delko-Marseille Provence-KTM \| + 0 s \| \| \| 7.º \| Mikel Aristi \| Euskadi-Murias \| + 0 s \| \| \| 8.º \| Rudy Barbier \| AG2R La Mondiale \| + 0 s \| \| \| 9.º \| Bram Welten \| Fortuneo-Samsic \| + 0 s \| \| \| 10.º \| Edward Planckaert \| Sport Vlaanderen-Baloise \| + 0 s \| \| |                      |                                 |                 |
| |                      |                                 |                 |
| |                      |                                 |                 |
| Clasificación de la etapa |                      |                                 |                 |
| Ciclista | Ciclista             | Equipo                          | Tiempo          |
| 1.º | Nacer Bouhanni       | Cofidis, Solutions Crédits      | 4 h 10 min 38 s |
| 2.º | Timothy Dupont       | Wanty-Groupe Gobert             | + 0 s           |
| 3.º | Wouter Wippert       | Roompot-Nederlandse Loterij     | + 0 s           |
| 4.º | Eduard-Michael Grosu | Nippo-Vini Fantini-Europa Ovini | + 0 s           |
| 5.º | Piet Allegaert       | Sport Vlaanderen-Baloise        | + 0 s           |
| 6.º | Evaldas Šiškevicius  | Delko-Marseille Provence-KTM    | + 0 s           |
| 7.º | Mikel Aristi         | Euskadi-Murias                  | + 0 s           |
| 8.º | Rudy Barbier         | AG2R La Mondiale                | + 0 s           |
| 9.º | Bram Welten          | Fortuneo-Samsic                 | + 0 s           |
| 10.º | Edward Planckaert    | Sport Vlaanderen-Baloise        | + 0 s           |

| \| Clasificación general \| Clasificación general \| Clasificación general \| Clasificación general \| Clasificación general \| \| Ciclista \| Ciclista \| Equipo \| Tiempo \| \| \| --------------------- \| --------------------- \| ---------------------------- \| --------------------- \| --------------------- \| \| 1.º \| Timothy Dupont \| Wanty-Groupe Gobert \| 12 h 25 min 00 s \| \| \| 2.º \| Bryan Coquard \| Vital Concept \| + 0 s \| \| \| 3.º \| Marc Sarreau \| Groupama-FDJ \| + 2 s \| \| \| 4.º \| Nacer Bouhanni \| Cofidis, Solutions Crédits \| + 2 s \| \| \| 5.º \| Jérémy Lecroq \| Vital Concept \| + 3 s \| \| \| 6.º \| Brice Feillu \| Fortuneo-Samsic \| + 3 s \| \| \| 7.º \| Jérémy Leveau \| Delko-Marseille Provence-KTM \| + 4 s \| \| \| 8.º \| Jan-Willem van Schip \| Roompot-Nederlandse Loterij \| + 5 s \| \| \| 9.º \| Romain Combaud \| Delko-Marseille Provence-KTM \| + 7 s \| \| \| 10.º \| Wouter Wippert \| Roompot-Nederlandse Loterij \| + 8 s \| \| |                      |                              |                  |
| |                      |                              |                  |
| |                      |                              |                  |
| Clasificación general |                      |                              |                  |
| Ciclista | Ciclista             | Equipo                       | Tiempo           |
| 1.º | Timothy Dupont       | Wanty-Groupe Gobert          | 12 h 25 min 00 s |
| 2.º | Bryan Coquard        | Vital Concept                | + 0 s            |
| 3.º | Marc Sarreau         | Groupama-FDJ                 | + 2 s            |
| 4.º | Nacer Bouhanni       | Cofidis, Solutions Crédits   | + 2 s            |
| 5.º | Jérémy Lecroq        | Vital Concept                | + 3 s            |
| 6.º | Brice Feillu         | Fortuneo-Samsic              | + 3 s            |
| 7.º | Jérémy Leveau        | Delko-Marseille Provence-KTM | + 4 s            |
| 8.º | Jan-Willem van Schip | Roompot-Nederlandse Loterij  | + 5 s            |
| 9.º | Romain Combaud       | Delko-Marseille Provence-KTM | + 7 s            |
| 10.º | Wouter Wippert       | Roompot-Nederlandse Loterij  | + 8 s            |

### 4.ª etapa
| Dainville - Mont-Saint-Éloi | etapa escarpada | (172,7 km) |

| \| Clasificación de la etapa \| Clasificación de la etapa \| Clasificación de la etapa \| Clasificación de la etapa \| Clasificación de la etapa \| \| Ciclista \| Ciclista \| Equipo \| Tiempo \| \| \| ------------------------- \| ------------------------- \| --------------------------- \| ------------------------- \| ------------------------- \| \| 1.º \| Bryan Coquard \| Vital Concept \| 4 h 08 min 46 s \| \| \| 2.º \| Jasper De Buyst \| Lotto-Soudal \| + 0 s \| \| \| 3.º \| Wouter Wippert \| Roompot-Nederlandse Loterij \| + 0 s \| \| \| 4.º \| Samuel Dumoulin \| AG2R La Mondiale \| + 0 s \| \| \| 5.º \| Xandro Meurisse \| Wanty-Groupe Gobert \| + 0 s \| \| \| 6.º \| Jérémy Lecroq \| Vital Concept \| + 0 s \| \| \| 7.º \| Mikel Aristi \| Euskadi-Murias \| + 0 s \| \| \| 8.º \| Julien Simon \| Cofidis, Solutions Crédits \| + 0 s \| \| \| 9.º \| Marc Sarreau \| Groupama-FDJ \| + 0 s \| \| \| 10.º \| Romain Cardis \| Direct Énergie \| + 0 s \| \| |                 |                             |                 |
| |                 |                             |                 |
| |                 |                             |                 |
| Clasificación de la etapa |                 |                             |                 |
| Ciclista | Ciclista        | Equipo                      | Tiempo          |
| 1.º | Bryan Coquard   | Vital Concept               | 4 h 08 min 46 s |
| 2.º | Jasper De Buyst | Lotto-Soudal                | + 0 s           |
| 3.º | Wouter Wippert  | Roompot-Nederlandse Loterij | + 0 s           |
| 4.º | Samuel Dumoulin | AG2R La Mondiale            | + 0 s           |
| 5.º | Xandro Meurisse | Wanty-Groupe Gobert         | + 0 s           |
| 6.º | Jérémy Lecroq   | Vital Concept               | + 0 s           |
| 7.º | Mikel Aristi    | Euskadi-Murias              | + 0 s           |
| 8.º | Julien Simon    | Cofidis, Solutions Crédits  | + 0 s           |
| 9.º | Marc Sarreau    | Groupama-FDJ                | + 0 s           |
| 10.º | Romain Cardis   | Direct Énergie              | + 0 s           |

| \| Clasificación general \| Clasificación general \| Clasificación general \| Clasificación general \| Clasificación general \| \| Ciclista \| Ciclista \| Equipo \| Tiempo \| \| \| --------------------- \| --------------------- \| ---------------------------- \| --------------------- \| --------------------- \| \| 1.º \| Bryan Coquard \| Vital Concept \| 16 h 33 min 36 s \| \| \| 2.º \| Timothy Dupont \| Wanty-Groupe Gobert \| + 10 s \| \| \| 3.º \| Marc Sarreau \| Groupama-FDJ \| + 12 s \| \| \| 4.º \| Nacer Bouhanni \| Cofidis, Solutions Crédits \| + 12 s \| \| \| 5.º \| Jérémy Lecroq \| Vital Concept \| + 13 s \| \| \| 6.º \| Brice Feillu \| Fortuneo-Samsic \| + 13 s \| \| \| 7.º \| Lasse Norman Leth \| Aqua Blue Sport \| + 13 s \| \| \| 8.º \| Wouter Wippert \| Roompot-Nederlandse Loterij \| + 14 s \| \| \| 9.º \| Jérémy Leveau \| Delko-Marseille Provence-KTM \| + 14 s \| \| \| 10.º \| Jan-Willem van Schip \| Roompot-Nederlandse Loterij \| + 15 s \| \| |                      |                              |                  |
| |                      |                              |                  |
| |                      |                              |                  |
| Clasificación general |                      |                              |                  |
| Ciclista | Ciclista             | Equipo                       | Tiempo           |
| 1.º | Bryan Coquard        | Vital Concept                | 16 h 33 min 36 s |
| 2.º | Timothy Dupont       | Wanty-Groupe Gobert          | + 10 s           |
| 3.º | Marc Sarreau         | Groupama-FDJ                 | + 12 s           |
| 4.º | Nacer Bouhanni       | Cofidis, Solutions Crédits   | + 12 s           |
| 5.º | Jérémy Lecroq        | Vital Concept                | + 13 s           |
| 6.º | Brice Feillu         | Fortuneo-Samsic              | + 13 s           |
| 7.º | Lasse Norman Leth    | Aqua Blue Sport              | + 13 s           |
| 8.º | Wouter Wippert       | Roompot-Nederlandse Loterij  | + 14 s           |
| 9.º | Jérémy Leveau        | Delko-Marseille Provence-KTM | + 14 s           |
| 10.º | Jan-Willem van Schip | Roompot-Nederlandse Loterij  | + 15 s           |

### 5.ª etapa
| Wormhout - Cassel | etapa escarpada | (178,7 km) |

| \| Clasificación de la etapa \| Clasificación de la etapa \| Clasificación de la etapa \| Clasificación de la etapa \| Clasificación de la etapa \| \| Ciclista \| Ciclista \| Equipo \| Tiempo \| \| \| ------------------------- \| ------------------------- \| ------------------------------- \| ------------------------- \| ------------------------- \| \| 1.º \| André Greipel \| Lotto-Soudal \| 4 h 27 min 55 s \| \| \| 2.º \| Dimitri Claeys \| Cofidis, Solutions Crédits \| + 0 s \| \| \| 3.º \| Oscar Riesebeek \| Roompot-Nederlandse Loterij \| + 0 s \| \| \| 4.º \| Valentin Madouas \| Groupama-FDJ \| + 19 s \| \| \| 5.º \| Alexis Gougeard \| AG2R La Mondiale \| + 19 s \| \| \| 6.º \| Eduard-Michael Grosu \| Nippo-Vini Fantini-Europa Ovini \| + 1 min 04 s \| \| \| 7.º \| Timothy Dupont \| Wanty-Groupe Gobert \| + 1 min 04 s \| \| \| 8.º \| Xandro Meurisse \| Wanty-Groupe Gobert \| + 1 min 04 s \| \| \| 9.º \| Casper Pedersen \| Aqua Blue Sport \| + 1 min 04 s \| \| \| 10.º \| Evaldas Šiškevicius \| Delko-Marseille Provence-KTM \| + 1 min 04 s \| \| |                      |                                 |                 |
| |                      |                                 |                 |
| |                      |                                 |                 |
| Clasificación de la etapa |                      |                                 |                 |
| Ciclista | Ciclista             | Equipo                          | Tiempo          |
| 1.º | André Greipel        | Lotto-Soudal                    | 4 h 27 min 55 s |
| 2.º | Dimitri Claeys       | Cofidis, Solutions Crédits      | + 0 s           |
| 3.º | Oscar Riesebeek      | Roompot-Nederlandse Loterij     | + 0 s           |
| 4.º | Valentin Madouas     | Groupama-FDJ                    | + 19 s          |
| 5.º | Alexis Gougeard      | AG2R La Mondiale                | + 19 s          |
| 6.º | Eduard-Michael Grosu | Nippo-Vini Fantini-Europa Ovini | + 1 min 04 s    |
| 7.º | Timothy Dupont       | Wanty-Groupe Gobert             | + 1 min 04 s    |
| 8.º | Xandro Meurisse      | Wanty-Groupe Gobert             | + 1 min 04 s    |
| 9.º | Casper Pedersen      | Aqua Blue Sport                 | + 1 min 04 s    |
| 10.º | Evaldas Šiškevicius  | Delko-Marseille Provence-KTM    | + 1 min 04 s    |

| \| Clasificación general \| Clasificación general \| Clasificación general \| Clasificación general \| Clasificación general \| \| Ciclista \| Ciclista \| Equipo \| Tiempo \| \| \| --------------------- \| --------------------- \| ---------------------------- \| --------------------- \| --------------------- \| \| 1.º \| Dimitri Claeys \| Cofidis, Solutions Crédits \| 21 h 01 min 53 s \| \| \| 2.º \| Oscar Riesebeek \| Roompot-Nederlandse Loterij \| + 2 s \| \| \| 3.º \| André Greipel \| Lotto-Soudal \| + 4 s \| \| \| 4.º \| Alexis Gougeard \| AG2R La Mondiale \| + 19 s \| \| \| 5.º \| Valentin Madouas \| Groupama-FDJ \| + 50 s \| \| \| 6.º \| Timothy Dupont \| Wanty-Groupe Gobert \| + 52 s \| \| \| 7.º \| Marc Sarreau \| Groupama-FDJ \| + 57 s \| \| \| 8.º \| Brice Feillu \| Fortuneo-Samsic \| + 58 s \| \| \| 9.º \| Evaldas Šiškevicius \| Delko-Marseille Provence-KTM \| + 1 min 04 s \| \| \| 10.º \| Xandro Meurisse \| Wanty-Groupe Gobert \| + 1 min 04 s \| \| |                     |                              |                  |
| |                     |                              |                  |
| |                     |                              |                  |
| Clasificación general |                     |                              |                  |
| Ciclista | Ciclista            | Equipo                       | Tiempo           |
| 1.º | Dimitri Claeys      | Cofidis, Solutions Crédits   | 21 h 01 min 53 s |
| 2.º | Oscar Riesebeek     | Roompot-Nederlandse Loterij  | + 2 s            |
| 3.º | André Greipel       | Lotto-Soudal                 | + 4 s            |
| 4.º | Alexis Gougeard     | AG2R La Mondiale             | + 19 s           |
| 5.º | Valentin Madouas    | Groupama-FDJ                 | + 50 s           |
| 6.º | Timothy Dupont      | Wanty-Groupe Gobert          | + 52 s           |
| 7.º | Marc Sarreau        | Groupama-FDJ                 | + 57 s           |
| 8.º | Brice Feillu        | Fortuneo-Samsic              | + 58 s           |
| 9.º | Evaldas Šiškevicius | Delko-Marseille Provence-KTM | + 1 min 04 s     |
| 10.º | Xandro Meurisse     | Wanty-Groupe Gobert          | + 1 min 04 s     |

### 6.ª etapa
| Coulogne - Dunkerque | etapa llana | (174,9 km) |

| \| Clasificación de la etapa \| Clasificación de la etapa \| Clasificación de la etapa \| Clasificación de la etapa \| Clasificación de la etapa \| \| Ciclista \| Ciclista \| Equipo \| Tiempo \| \| \| ------------------------- \| ------------------------- \| ---------------------------- \| ------------------------- \| ------------------------- \| \| 1.º \| Olivier Le Gac \| Groupama-FDJ \| 3 h 50 min 50 s \| \| \| 2.º \| Casper Pedersen \| Aqua Blue Sport \| + 0 s \| \| \| 3.º \| Xandro Meurisse \| Wanty-Groupe Gobert \| + 0 s \| \| \| 4.º \| Aimé De Gendt \| Sport Vlaanderen-Baloise \| + 0 s \| \| \| 5.º \| Paul Ourselin \| Direct Énergie \| + 0 s \| \| \| 6.º \| Mauro Finetto \| Delko-Marseille Provence-KTM \| + 0 s \| \| \| 7.º \| Héctor Sáez Benito \| Euskadi-Murias \| + 0 s \| \| \| 8.º \| Julien Antomarchi \| Roubaix Lille Métropole \| + 0 s \| \| \| 9.º \| Florian Vachon \| Fortuneo-Samsic \| + 0 s \| \| \| 10.º \| Nikolái Trusov \| Gazprom-RusVelo \| + 0 s \| \| |                    |                              |                 |
| |                    |                              |                 |
| |                    |                              |                 |
| Clasificación de la etapa |                    |                              |                 |
| Ciclista | Ciclista           | Equipo                       | Tiempo          |
| 1.º | Olivier Le Gac     | Groupama-FDJ                 | 3 h 50 min 50 s |
| 2.º | Casper Pedersen    | Aqua Blue Sport              | + 0 s           |
| 3.º | Xandro Meurisse    | Wanty-Groupe Gobert          | + 0 s           |
| 4.º | Aimé De Gendt      | Sport Vlaanderen-Baloise     | + 0 s           |
| 5.º | Paul Ourselin      | Direct Énergie               | + 0 s           |
| 6.º | Mauro Finetto      | Delko-Marseille Provence-KTM | + 0 s           |
| 7.º | Héctor Sáez Benito | Euskadi-Murias               | + 0 s           |
| 8.º | Julien Antomarchi  | Roubaix Lille Métropole      | + 0 s           |
| 9.º | Florian Vachon     | Fortuneo-Samsic              | + 0 s           |
| 10.º | Nikolái Trusov     | Gazprom-RusVelo              | + 0 s           |

## Clasificaciones finales
Las clasificaciones finalizaron de la siguiente forma:

### Clasificación general
| \| Clasificación general \| Clasificación general \| Clasificación general \| Clasificación general \| Clasificación general \| \| Ciclista \| Ciclista \| Equipo \| Tiempo \| \| \| --------------------- \| --------------------- \| --------------------------- \| --------------------- \| --------------------- \| \| 1.º \| Dimitri Claeys \| Cofidis, Solutions Crédits \| 24 h 52 min 54 s \| \| \| 2.º \| André Greipel \| Lotto-Soudal \| + 1 s \| \| \| 3.º \| Oscar Riesebeek \| Roompot-Nederlandse Loterij \| + 2 s \| \| \| 4.º \| Alexis Gougeard \| AG2R La Mondiale \| + 12 s \| \| \| 5.º \| Casper Pedersen \| Aqua Blue Sport \| + 41 s \| \| \| 6.º \| Xandro Meurisse \| Wanty-Groupe Gobert \| + 46 s \| \| \| 7.º \| Valentin Madouas \| Groupama-FDJ \| + 50 s \| \| \| 8.º \| Timothy Dupont \| Wanty-Groupe Gobert \| + 52 s \| \| \| 9.º \| Julien Antomarchi \| Roubaix Lille Métropole \| + 53 s \| \| \| 10.º \| Olivier Le Gac \| Groupama-FDJ \| + 56 s \| \| |                   |                             |                  |
| |                   |                             |                  |
| Fuente: ProCyclingStats |                   |                             |                  |
| Clasificación general |                   |                             |                  |
| Ciclista | Ciclista          | Equipo                      | Tiempo           |
| 1.º | Dimitri Claeys    | Cofidis, Solutions Crédits  | 24 h 52 min 54 s |
| 2.º | André Greipel     | Lotto-Soudal                | + 1 s            |
| 3.º | Oscar Riesebeek   | Roompot-Nederlandse Loterij | + 2 s            |
| 4.º | Alexis Gougeard   | AG2R La Mondiale            | + 12 s           |
| 5.º | Casper Pedersen   | Aqua Blue Sport             | + 41 s           |
| 6.º | Xandro Meurisse   | Wanty-Groupe Gobert         | + 46 s           |
| 7.º | Valentin Madouas  | Groupama-FDJ                | + 50 s           |
| 8.º | Timothy Dupont    | Wanty-Groupe Gobert         | + 52 s           |
| 9.º | Julien Antomarchi | Roubaix Lille Métropole     | + 53 s           |
| 10.º | Olivier Le Gac    | Groupama-FDJ                | + 56 s           |

### Clasificación por puntos
| Clasificación por puntos | Clasificación por puntos | Clasificación por puntos     | Clasificación por puntos | Clasificación por puntos |
| Ciclista                 | Ciclista                 | Equipo                       | Puntos                   |                          |
| ------------------------ | ------------------------ | ---------------------------- | ------------------------ | ------------------------ |
| 1.º                      | Timothy Dupont           | Wanty-Groupe Gobert          | 61 pts                   |                          |
| 2.º                      | Wouter Wippert           | Roompot-Nederlandse Loterij  | 56 pts                   |                          |
| 3.º                      | André Greipel            | Lotto-Soudal                 | 47 pts                   |                          |
| 4.º                      | Marc Sarreau             | Groupama-FDJ                 | 45 pts                   |                          |
| 5.º                      | Rudy Barbier             | AG2R La Mondiale             | 38 pts                   |                          |
| 6.º                      | Xandro Meurisse          | Wanty-Groupe Gobert          | 37 pts                   |                          |
| 7.º                      | Casper Pedersen          | Aqua Blue Sport              | 32 pts                   |                          |
| 8.º                      | Nacer Bouhanni           | Cofidis, Solutions Crédits   | 29 pts                   |                          |
| 9.º                      | Evaldas Šiškevicius      | Delko-Marseille Provence-KTM | 27 pts                   |                          |
| 10.º                     | Mikel Aristi             | Euskadi-Murias               | 27 pts                   |                          |

### Clasificación de la montaña
| Clasificación de la montaña | Clasificación de la montaña | Clasificación de la montaña | Clasificación de la montaña | Clasificación de la montaña |
| Ciclista                    | Ciclista                    | Equipo                      | Puntos                      |                             |
| --------------------------- | --------------------------- | --------------------------- | --------------------------- | --------------------------- |
| 1.º                         | Pierre Idjouadiène          | Roubaix Lille Métropole     | 24 pts                      |                             |
| 2.º                         | Conor Dunne                 | Aqua Blue Sport             | 18 pts                      |                             |
| 3.º                         | Lasse Norman Leth           | Aqua Blue Sport             | 13 pts                      |                             |
| 4.º                         | Dimitri Claeys              | Cofidis, Solutions Crédits  | 9 pts                       |                             |
| 5.º                         | Julien Duval                | AG2R La Mondiale            | 9 pts                       |                             |
| 6.º                         | Jonas Rickaert              | Sport Vlaanderen-Baloise    | 9 pts                       |                             |
| 7.º                         | Peter Koning                | Aqua Blue Sport             | 9 pts                       |                             |
| 8.º                         | Héctor Sáez Benito          | Euskadi-Murias              | 6 pts                       |                             |
| 9.º                         | Alexis Gougeard             | AG2R La Mondiale            | 6 pts                       |                             |
| 10.º                        | Brice Feillu                | Fortuneo-Samsic             | 6 pts                       |                             |

### Clasificación de los jóvenes
| Clasificación del mejor joven | Clasificación del mejor joven | Clasificación del mejor joven | Clasificación del mejor joven | Clasificación del mejor joven |
| Ciclista                      | Ciclista                      | Equipo                        | Tiempo                        |                               |
| ----------------------------- | ----------------------------- | ----------------------------- | ----------------------------- | ----------------------------- |
| 1.º                           | Casper Pedersen               | Aqua Blue Sport               | 24 h 53 min 35 s              |                               |
| 2.º                           | Valentin Madouas              | Groupama-FDJ                  | + 9 s                         |                               |
| 3.º                           | Olivier Le Gac                | Groupama-FDJ                  | + 15 s                        |                               |
| 4.º                           | Marc Sarreau                  | Groupama-FDJ                  | + 16 s                        |                               |
| 5.º                           | Aimé De Gendt                 | Sport Vlaanderen-Baloise      | + 33 s                        |                               |
| 6.º                           | Rémy Mertz                    | Lotto-Soudal                  | + 36 s                        |                               |
| 7.º                           | Paul Ourselin                 | Direct Énergie                | + 49 s                        |                               |
| 8.º                           | Daniel Hoelgaard              | Groupama-FDJ                  | + 1 min 01 s                  |                               |
| 9.º                           | Damien Touzé                  | Saint Michel-Auber 93         | + 1 min 59 s                  |                               |
| 10.º                          | Amaury Capiot                 | Sport Vlaanderen-Baloise      | + 3 min 47 s                  |                               |

### Clasificación por equipos
| Clasificación por equipos | Clasificación por equipos    | Clasificación por equipos | Clasificación por equipos |
| Equipo                    | Equipo                       | Tiempo                    |                           |
| ------------------------- | ---------------------------- | ------------------------- | ------------------------- |
| 1.º                       | Groupama-FDJ                 | 74 h 41 min 14 s          |                           |
| 2.º                       | Aqua Blue Sport              | + 53 s                    |                           |
| 3.º                       | Delko-Marseille Provence-KTM | + 1 min 24 s              |                           |
| 4.º                       | Wanty-Groupe Gobert          | + 1 min 39 s              |                           |
| 5.º                       | Cofidis, Solutions Crédits   | + 2 min 01 s              |                           |
| 6.º                       | Fortuneo-Samsic              | + 2 min 24 s              |                           |
| 7.º                       | Direct Énergie               | + 3 min 00 s              |                           |
| 8.º                       | Saint Michel-Auber 93        | + 3 min 01 s              |                           |
| 9.º                       | Roompot-Nederlandse Loterij  | + 3 min 03 s              |                           |
| 10.º                      | Lotto Soudal                 | + 3 min 10 s              |                           |

## Evolución de las clasificaciones
| Etapa                   | Vencedor                | Clasificación general | Clasificación por puntos | Clasificación de la montaña | Clasificación de los jóvenes | Clasificación por equipos |
| ----------------------- | ----------------------- | --------------------- | ------------------------ | --------------------------- | ---------------------------- | ------------------------- |
| 1.ª                     | Marc Sarreau            | Marc Sarreau          | Marc Sarreau             | Pierre Idjouadiene          | Marc Sarreau                 | Sport Vlaanderen-Baloise  |
| 2.ª                     | André Greipel           | Bryan Coquard         | Bryan Coquard            | Conor Dunne                 | Marc Sarreau                 | Sport Vlaanderen-Baloise  |
| 3.ª                     | Nacer Bouhanni          | Timothy Dupont        | Timothy Dupont           | Conor Dunne                 | Marc Sarreau                 | Sport Vlaanderen-Baloise  |
| 4.ª                     | Bryan Coquard           | Bryan Coquard         | Wouter Wippert           | Conor Dunne                 | Marc Sarreau                 | Sport Vlaanderen-Baloise  |
| 5.ª                     | André Greipel           | Dimitri Claeys        | Timothy Dupont           | Pierre Idjouadiene          | Valentin Madouas             | Groupama-FDJ              |
| 6.ª                     | Olivier Le Gac          | Dimitri Claeys        | Timothy Dupont           | Pierre Idjouadiene          | Casper Pedersen              | Groupama-FDJ              |
| Clasificaciones finales | Clasificaciones finales | Dimitri Claeys        | Timothy Dupont           | Pierre Idjouadiene          | Casper Pedersen              | Groupama-FDJ              |

## UCI World Ranking
La carrera Cuatro Días de Dunkerque otorga puntos para el UCI Europe Tour 2018 y el UCI World Ranking, este último para corredores de los equipos en las categorías UCI WorldTeam, Profesional Continental y Equipos Continentales. Las siguientes tablas muestran el baremo de puntuación y los 10 corredores que obtuvieron más puntos:
| Posición              | 1.º | 2.º | 3.º | 4.º | 5.º | 6.º | 7.º | 8.º | 9.º | 10.º | 11.º | 12.º | 13.º | 14.º | 15.º | 16.º-30.º | 31.º-40.º |
| Clasificación general | 200 | 150 | 125 | 100 | 85  | 70  | 60  | 50  | 40  | 35   | 30   | 25   | 20   | 15   | 10   | 5         | 3         |
| Por etapa             | 20  | 10  | 5   |     |     |     |     |     |     |      |      |      |      |      |      |           |           |
| Líder                 | 5   |     |     |     |     |     |     |     |     |      |      |      |      |      |      |           |           |

| Clasificación | Clasificación    | Clasificación               | Clasificación | Clasificación | Clasificación | Clasificación |
| Posición      | Ciclista         | Equipo                      | General       | Etapa         | Líder         | Total         |
| ------------- | ---------------- | --------------------------- | ------------- | ------------- | ------------- | ------------- |
| 1.º           | Dimitri Claeys   | Cofidis, Solutions Crédits  | 200           | 10            | 5             | 215           |
| 2.º           | André Greipel    | Lotto Soudal                | 150           | 40            | -             | 190           |
| 3.º           | Oscar Riesebeek  | Roompot-Nederlandse Loterij | 125           | 5             | -             | 130           |
| 4.º           | Alexis Gougeard  | Ag2r La Mondiale            | 100           | -             | -             | 100           |
| 5.º           | Casper Pedersen  | Aqua Blue Sport             | 85            | 10            | -             | 95            |
| 6.º           | Xandro Meurisse  | Wanty-Groupe Gobert         | 70            | 5             | -             | 75            |
| 7.º           | Timothy Dupont   | Wanty-Groupe Gobert         | 50            | 20            | 5             | 75            |
| 8.º           | Valentin Madouas | Groupama-FDJ                | 60            | -             | -             | 60            |
| 9.º           | Olivier Le Gac   | Groupama-FDJ                | 35            | 20            | -             | 55            |
| 10.º          | Marc Sarreau     | Groupama-FDJ                | 30            | 20            | 5             | 55            |